# Покотилов, Николай Изотович
Николай Изотович Покотилов (5 мая 1923, с. Кинетай Вишневского района Акмолинской области Казахской ССР, СССР — 5 января 1996, г. Караганда, Республика Казахстан) — наводчик, командир 120-мм минометного расчёта 837-го стрелкового полка, 238-й стрелковой дивизии, 49-й армии 2-го Белорусского фронта, старшина, полный кавалер ордена Славы.

## Биография
Родился 5 мая 1923 года в селе Кинетай Вишневского района Акмолинской области Казахской ССР (ныне — Аршалынский район Акмолинской области Республики Казахстан).
Успешно окончил школьную семилетку. Работал колхозником, учётчиком в колхозе «Путь Ленина» Вишневского района Акмолинской области Казахской ССР.
В Красной Армии с апреля 1942 года. После призыва был направлен в город Кокчетав Казахской ССР на учёбу в миномётную школу.
Участник Великой Отечественной войны с сентября 1942 года, был направлен в 837-й полк 238-й стрелковой дивизии. Сражался на Калининском, Брянском, 1-м и 2-м Белорусском фронтах. Свою первую награду, медаль «За отвагу», получил за кровопролитные бои в 1942 году под городом Ржевом. Геройски сражался в 1943 году на Курской дуге. Принимал участие в освобождении Белоруссии, Польши, Германии.
Наводчик 120-мм миномётной батареи 837-го стрелкового полка младший сержант Николай Покотилов 14 августа 1944 года в составе расчёта оказывал огневую поддержку стрелковым подразделениям при освобождении города-крепости Осовец Могилёвской области Белоруссии. Уничтожил три пулемёта, зенитную пушку, 25 фашистов. За мужество и отвагу, проявленные в боях, младший сержант Покотилов Николай Изотович 8 сентября 1944 года был награждён орденом Славы 3-й степени.
В боях за станции Парцяки и Прускаленка Варшавского воеводства Польши 21 января 1945 года уничтожил два пулемёта, свыше десяти солдат противника. 23 января 1945 года в бою за населенный пункт Кипаррен накрыл огнём из миномёта свыше взвода пехоты. За мужество и отвагу, проявленные в боях, младший сержант Покотилов Николай Изотович 22 февраля 1945 года был награждён орденом Славы 2-й степени.
За время боев 25-27 марта 1945 года под городом и военно-морской базой Данциг (Гданьск) вместе со своим миномётным расчётом уничтожил до взвода фашистов, заставил прекратить огонь более десяти огневых точек врага. При форсировании реки Мёртвая Висла 28 и 29 марта наводчик миномёта Николай Покотилов уничтожил два ручных и три станковых пулемёта, две автомашины, четыре повозки с боеприпасами и обеспечил успешное форсирование реки 837-м стрелковым полком. Отличился Н. И. Покотилов и в апреле 1945 года в упорных боях у реки Эльбы, где состоялась историческая встреча советских и американских воинов.
Указом Президиума Верховного Совета СССР от 29 июня 1945 года за образцовое выполнение заданий командования в боях с немецко-фашистскими захватчиками младший сержант Покотилов Николай Изотович был награждён орденом Славы 1-й степени, став полным кавалером ордена Славы.
Войну Н. И. Покотилов окончил на территории Германии. Там же продолжил службу в Группе советских войск, командиром миномётного отделения 107-го гвардейского стрелкового полка. Демобилизовался в 1947 году старшим сержантом. Впоследствии ему было присвоено звание старшины.
Вернувшись к мирной жизни, окончил среднюю школу, курсы счетоводов, бухгалтеров. В 1947—1961 годах работал счетоводом колхоза «Путь Ленина», бухгалтером совхоза «Красноозёрский» Вишневского района Акмолинской области, главным бухгалтером средней школы № 81 станции Анар Акмолинской (Целиноградской) области Казахской ССР. Затем вместе с семьёй переехал в город Караганду. С 1972 по 1988 годы, до выхода на пенсию, трудился главным бухгалтером Карагандинской дорожно-технической школы. Активно занимался военно-патриотическим воспитанием молодёжи.
Награждён орденом Отечественной войны 1-й степени, орденами Славы 1-й, 2-й, 3-й степени и 17 медалями, в том числе «За отвагу», «За взятие Кенигсберга» и др.
Участник парада Победы в Москве 9 Мая 1985 года. Почётный гражданин города Караганды (08.06.1994).
Был хорошим семьянином, воспитал пятерых детей.
Умер 5 января 1996 года. Похоронен в г. Караганде.
Именем Н. И. Покотилова в 1997 году названа улица на станции Анар Акмолинской области Республики Казахстан. 7 мая 2010 года на доме № 129 по улице Дружбы посёлка Сортировка города Караганды была открыта мемориальная доска в честь Н. И. Покотилова.